# Peña Naira

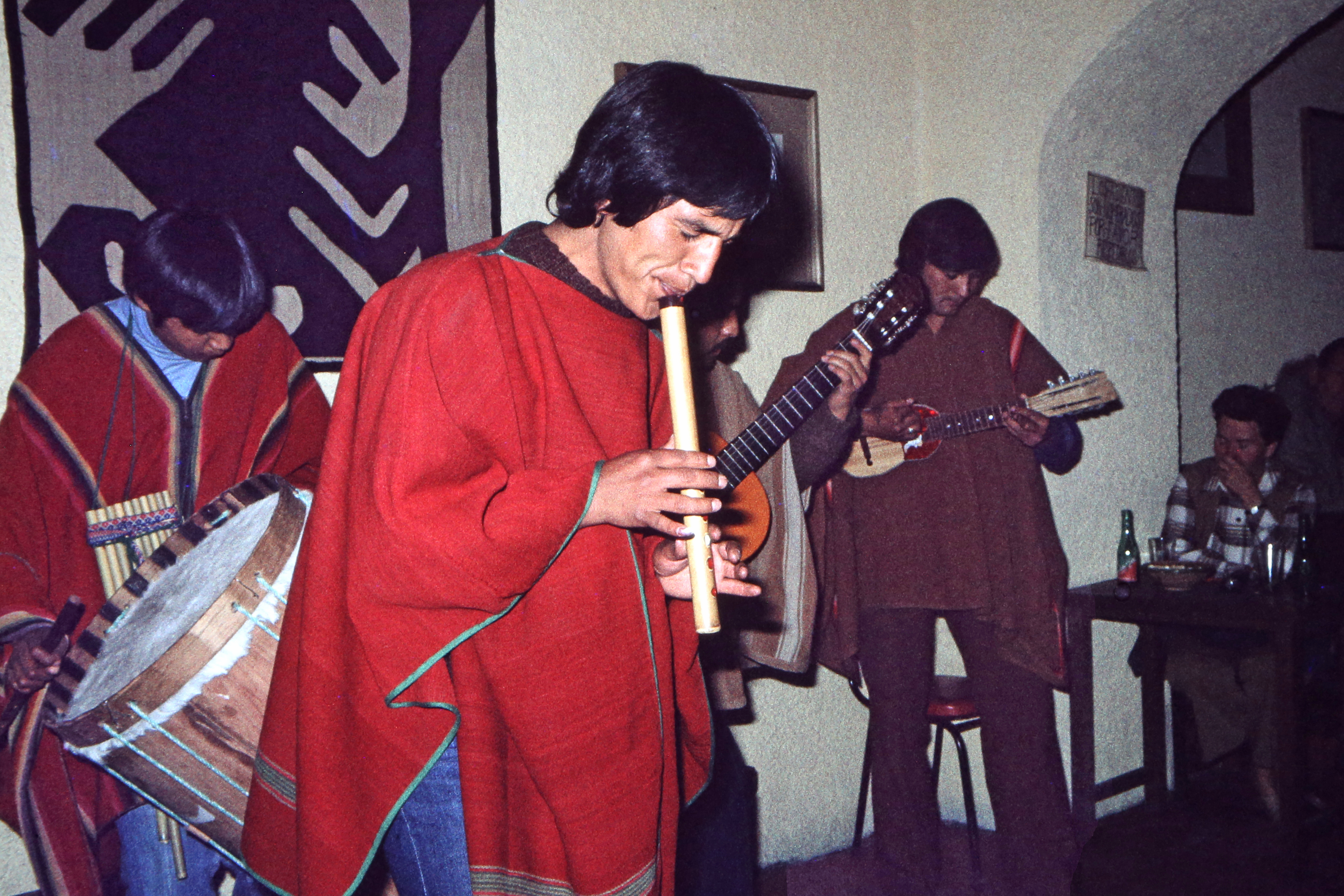
Grupo folclórico en la Peña Naira, 1969

La Peña Naira fue la primera Peña Folklórica en Bolivia, un espacio cultural en La Paz que fue creado en marzo de 1966.
En este espacio en mayo de 1966, Violeta Parra compuso la canción "Gracias a la vida".

## Reseña histórica
Cuando Gilbert Favre llega a Bolivia ve la necesidad de crear un espacio cultural donde los artistas puedan reunirse, es así que se crea la primera Peña Folklórica en Bolivia en la Galería de Arte Naira de Pepe Ballón y Jorge Carrasco Núñez del Prado.
En este espacio nace también la agrupación Los Jairas y realiza sus primeras presentaciones.
Participaron en su escenario los artistas como Alfredo Domínguez, Nilo Soruco, Benjo Cruz, Los Caminantes, El Trío Oriental, Los Montoneros de Méndez, Matilde Casazola y Violeta Parra.
Gilbert Favre vivía en los ambiente de la edificación donde se encontraba la Peña Naira y cuando Violeta Parra llega a Bolivia se hospeda allí.
Fue un lugar de encuentro de artistas plásticos, literatos, músicos e intelectuales. En la Peña Naira debatieron sus ideas René Zavaleta y Sergio Almaraz, se reunían miembros del Ejército de Liberación Nacional (ELN), como Ernesto Che Guevara y Haydée Tamara Bunker "Tania", por esta razón fue aprendido varias veces su administrador Pepe Ballón.
Después del golpe de Estado de Hugo Banzer Suárez en año 1971, Pepe Ballón se exila en Venezuela y deja la administración de la Peña a Mario Porfirio Gutiérrez del grupo folclórico Ruphay, quien compone la canción "Jacha Uru" (El gran día) convirtiéndose en un himno para los pueblos indígenas.